# Adesmia melanocaulos
Adesmia melanocaulos är en ärtväxtart som beskrevs av Rodolfo Amando Philippi. Adesmia melanocaulos ingår i släktet Adesmia och familjen ärtväxter. Inga underarter finns listade i Catalogue of Life.